# Lista celor mai înalte clădiri din New York

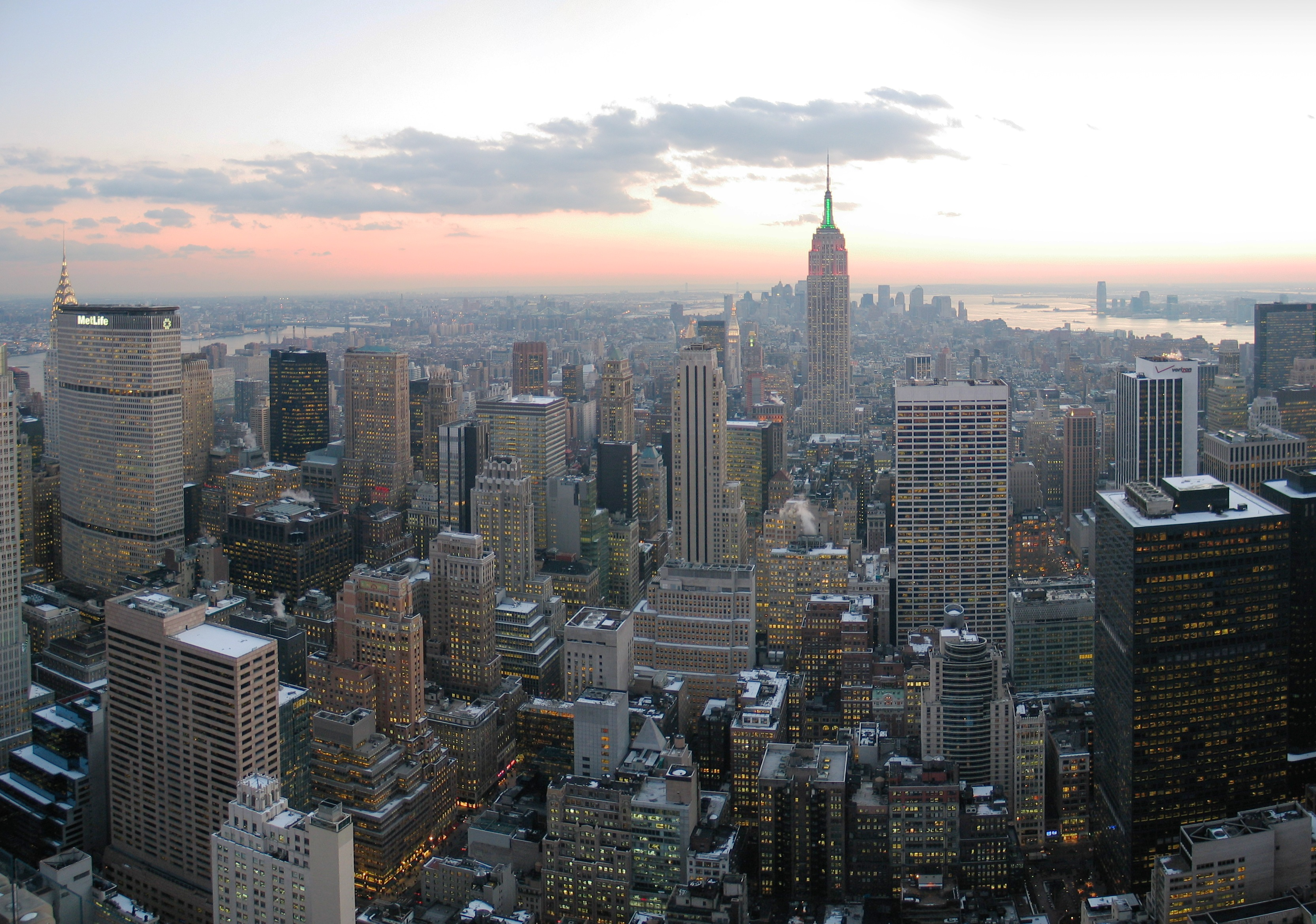
Vedere a centrului zonei comerciale Manhattan din clădirea CE Building

Lista celor mai mari clădiri din New York City se referă de fapt la o listă a zgârie-norilor în ordine descrescătoare aflați în New York City. Cea mai înaltă clădire din New York City a fost reconstruită în 2014 și este numită  One World Trade Center. Cunoscut și sub numele de Turnul Libertății.  Cea mai înaltă clădire din New York și Statele Unite. A șaptea cea mai înaltă clădire din lume. Înălțimea acoperișului este de 417 m,  la fel ca și World Trade Center original care a fost bombardat la 11 septembrie 2001 .
Empire State Building este a doua cea mai înaltă clădire din oraș și este de asemenea a treia clădire ca înălțime din Statele Unite ale Americii și a zecea clădire înaltă din lume începând cu 1972. A treia clădire din oraș este Bank of America Tower care are o înălțime de 366 metri. Clădirea este încă în construție iar finalizarea acesteia va avea loc probabil la sfârșitul anului 2008. A patra clădire din oraș ca înălțime este Chrysler Building care ocupă și primul loc între clădirile cu cea mai mare înălțime din oraș între anii 1930 și 1931.
Istoria zgârie-norilor din New York City a inceput după inaugurarea clădirii World Building din 1890. De la construirea acesteia ce avea 106 metri înălțime, a apărut și concurența între numeroase proiecte arhitecturale privind construirea unor clădiri mai mari..  Deși nu era cea mai înaltă clădire din oraș, World Building a fost prima clădire care a depășit înălțimea de 87 de metri, ajungând la aceiași înălțime cu  Biserica Trinity. Până în anul 1899 The World Building a fost cea mai înaltă clădire din oraș, dar a fost demolată în 1955 pentru realizarea Podului Brooklyn. Din punct de vedere istoric, orașul New York City a jucat un rol important în dezvoltarea zgârie-norilor. Încă din anii 1890 existau 11 clădiri care dețineau la acea vreme, titlul de cele mai înalte clădiri din lume.
Construcția  acestor tipuri de clădiri au început încă din anii 1910 și au durat până în anii 1930. În tot acest timp în New York City au fost construite 82 de clădiri, dintre care, 16 purtau titlul de cele mai înalte. Populația locală din această perioadă de timp a fost martora construirii celor mai înalte clădiri ale lumii, clădiri precum Bank of Manhattan Trust Building, Chrysler Building, și Empire State Building. O a doua clădire zgârie-nor se numea World Trade Center ce avea o înălțime de 183 metri, incluzând Turnurile Gemene. Turnul Nordic din World Trade Center era oficial cunoscut sub numele de „One World Trade Center” și a fost cea mai înaltă clădire pe plan mondial între anii 1972-1973 iar pe plan local a fost cea mai înaltă clădire până în 2001 . Toate clădirile  complexului World Trade Center au fost distruse datorită atacului din 11 septembrie 2001.
Zgârie-norii au fost construiți  în New York, mai ales în centrul și periferia zonei comerciale Manhattan dar și în zonele învecinate  precum Brooklyn, Queens și The Bronx. Din luna iunie 2008 orașul deține în total 191 clădiri care au cel puțin 152 metri în înălțime. În luna august 2008 s-a ajuns la un număr de 5538 clădiri gigantice în oraș, situându-se astfel pe locul doi  din lume după Hong Kong.
 asta însemnând că New York City are cei mai mulți zgârie-nori, decât orice alt oraș din Statele Unite,
Din anul 2003, New York City s-au construit 12 clădiri de cel puțin 183 metri înălțime, și alte 15 sunt în proces de finalizare. În aceste proiecte arhitecturale noi este înscris și Turnul Libertății care va avea o înălțime de 541 metri. Cunoscut de altfel și sub numele de One World trade Center, este parte a complexului ce va înlocui World Trade Center. În noul complex este propusă pentru a fi construită și clădirea 200 Greenwich Street  ce va avea o înălțime de 408 metri, pe lângă aceasta clădire construindu-se și alte clădiri cum ar fi: 175 Greenwich Street  cu o înălțime de 383 metri, 150 Greenwich Street ce are o înălțime de 297 metri, 130 Liberty Street cu o înălțime de 297 metri, și nu în ultimul rând clădirea 7 World Trade Center. Începând cu iunie 2008, în New York City există un total de 338 clădiri uriașe dintre care unele sunt în construcție, iar altele ale căror proiecte au fost aprobate pentru realizare, sau urmând să fie aprobate.

## Cele mai înalte clădiri din New York City

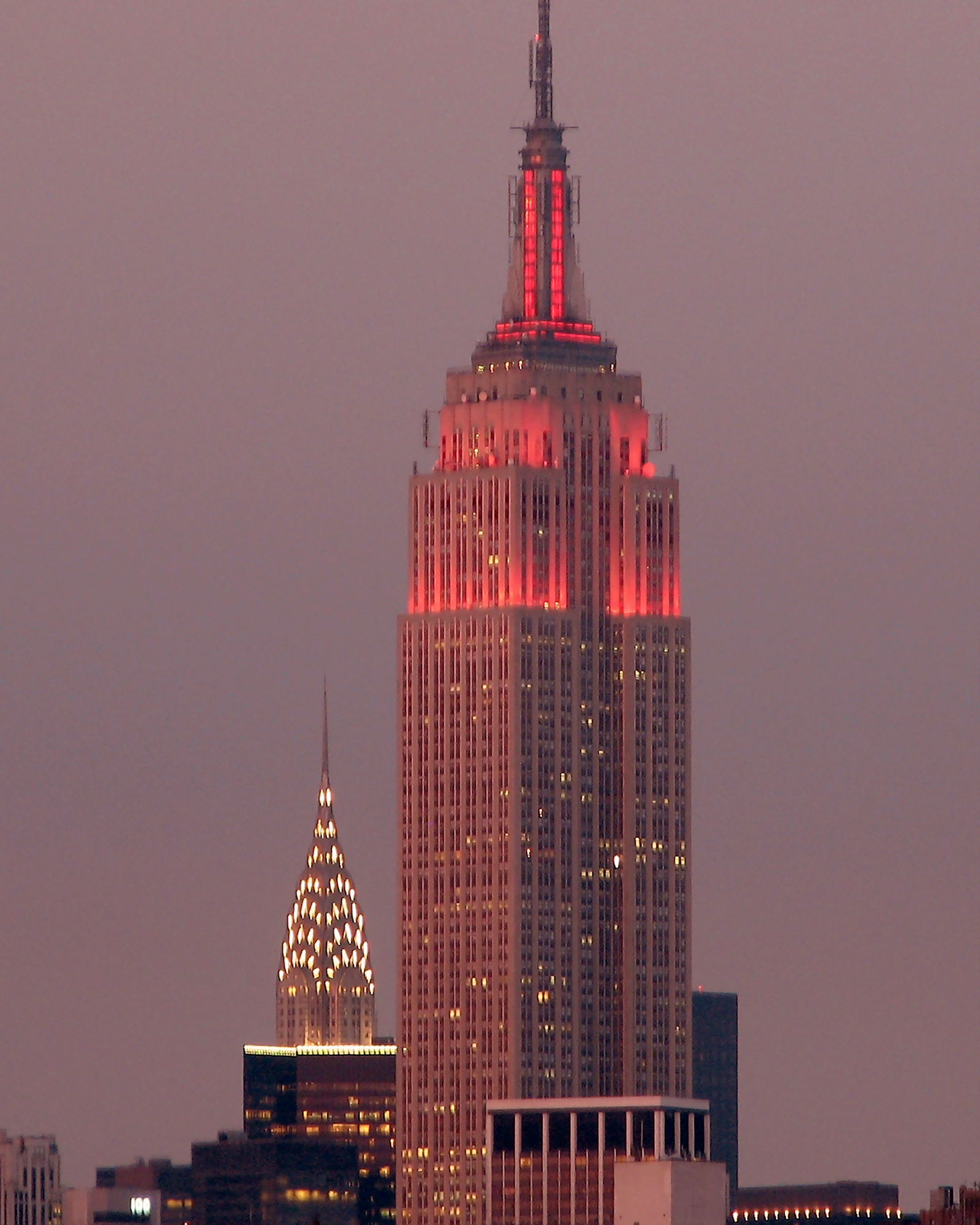
Empire State Building este a doua cea mai înaltă clădire din New York City.

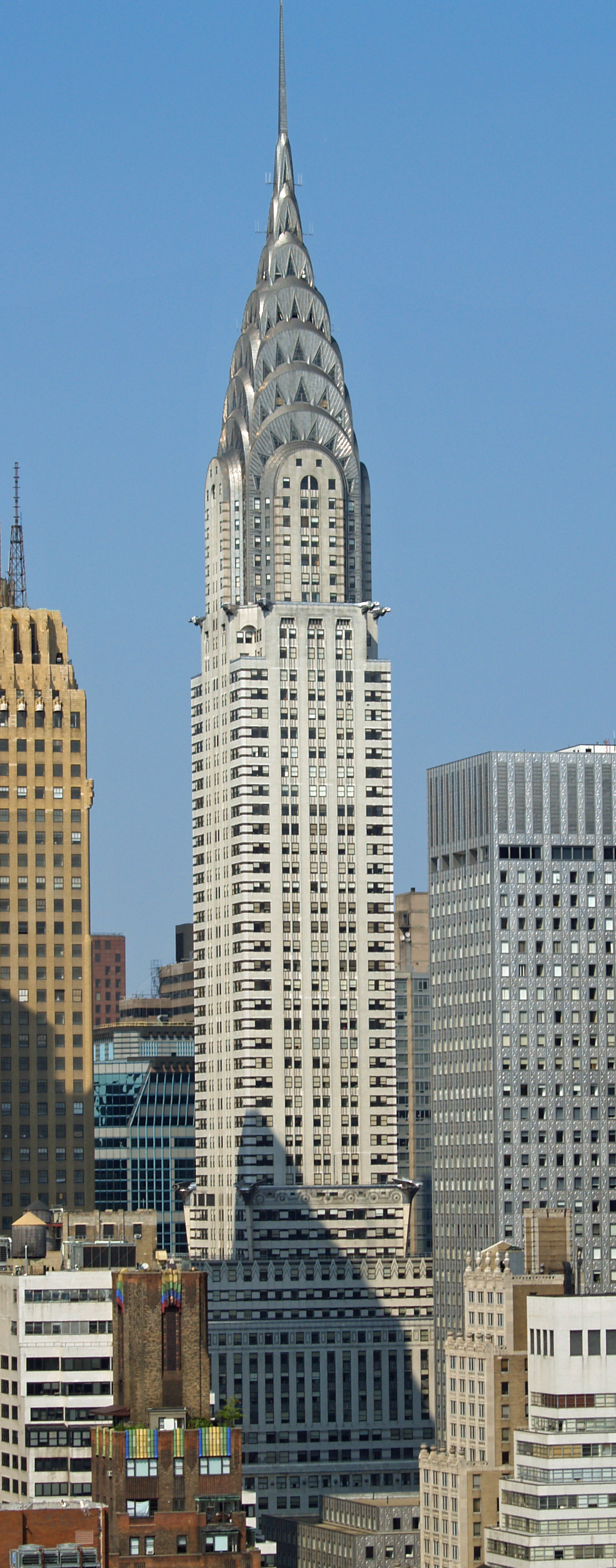
Chrysler Building este a treia clădire din oraș după înălțime.

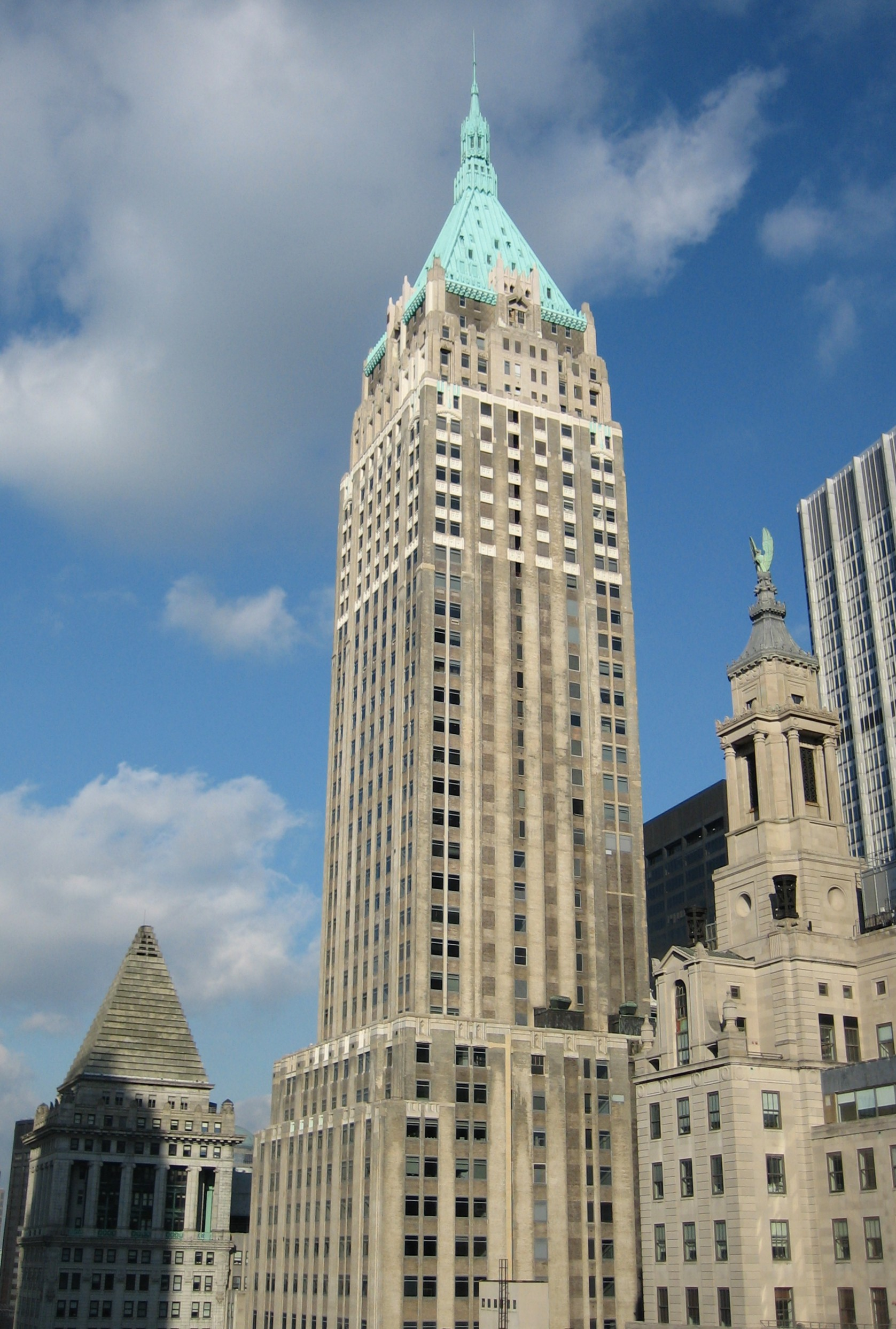
40 Wall Street a fost cea mai înaltă clădire după 1930.

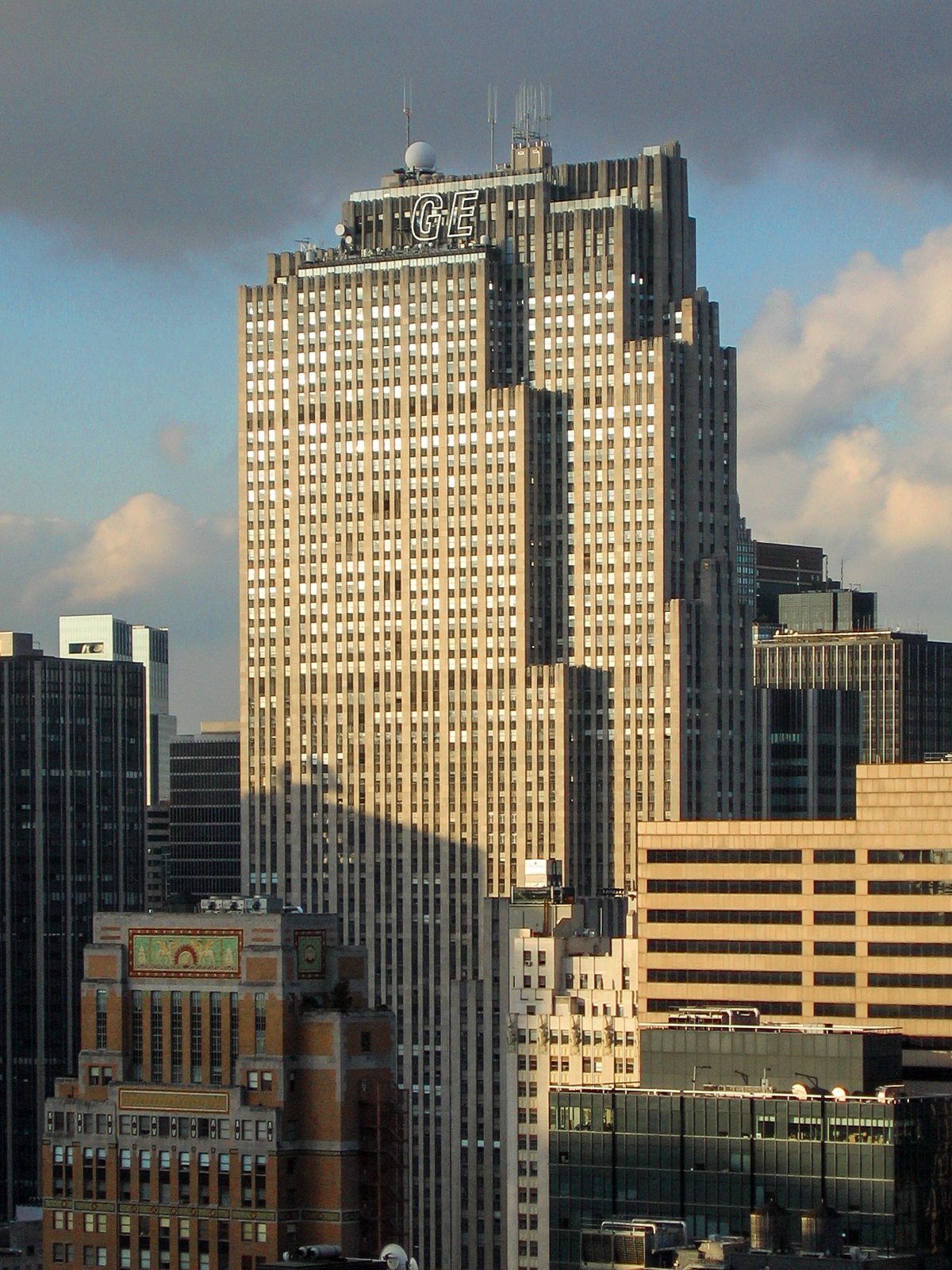
The GE Building este a noua clădire ca înălțime din New York City și cea mai înaltă clădire din complexul Rockefeller Center.

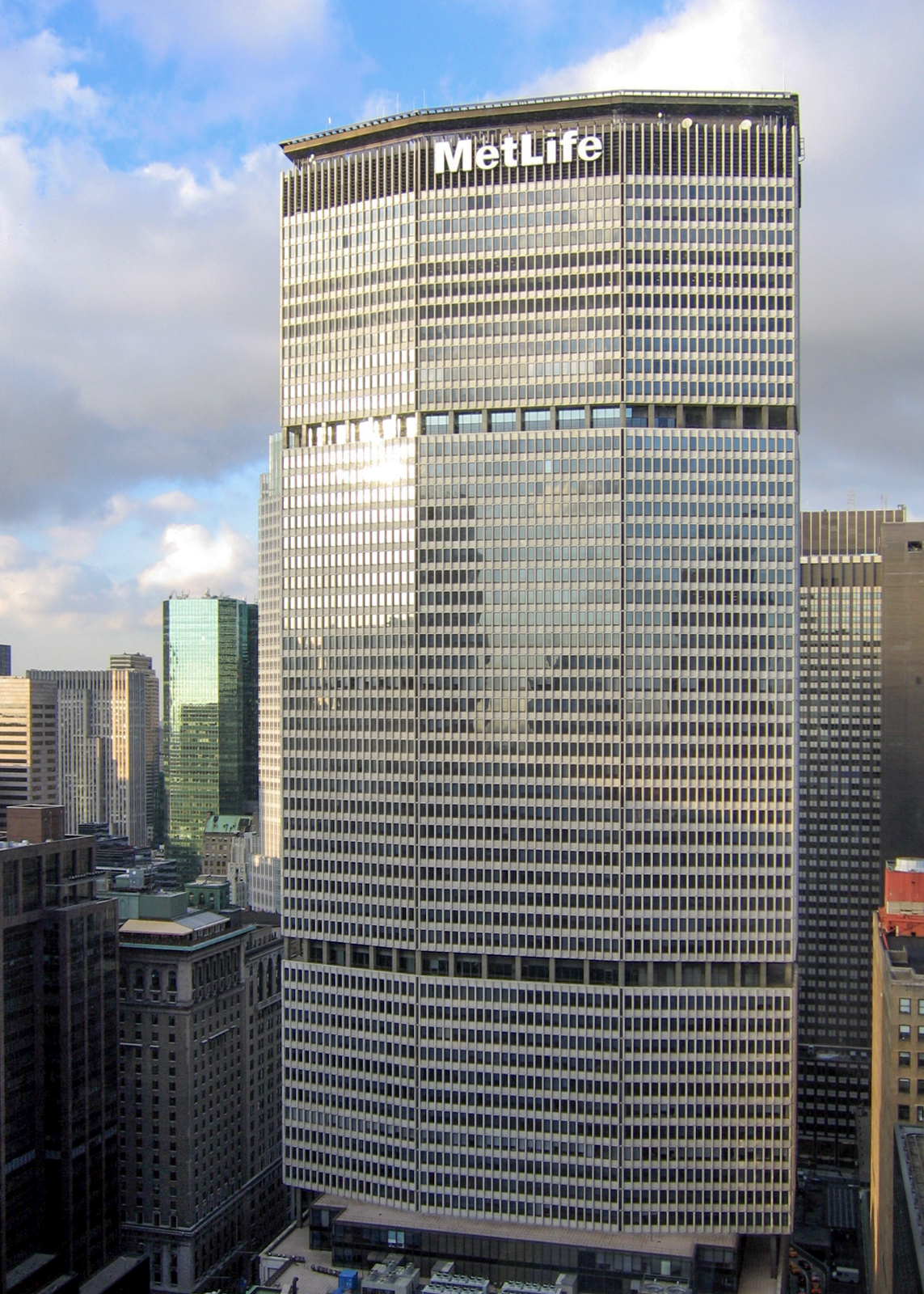
MetLife Building este cea de-a treisprezecea clădire din oraș.

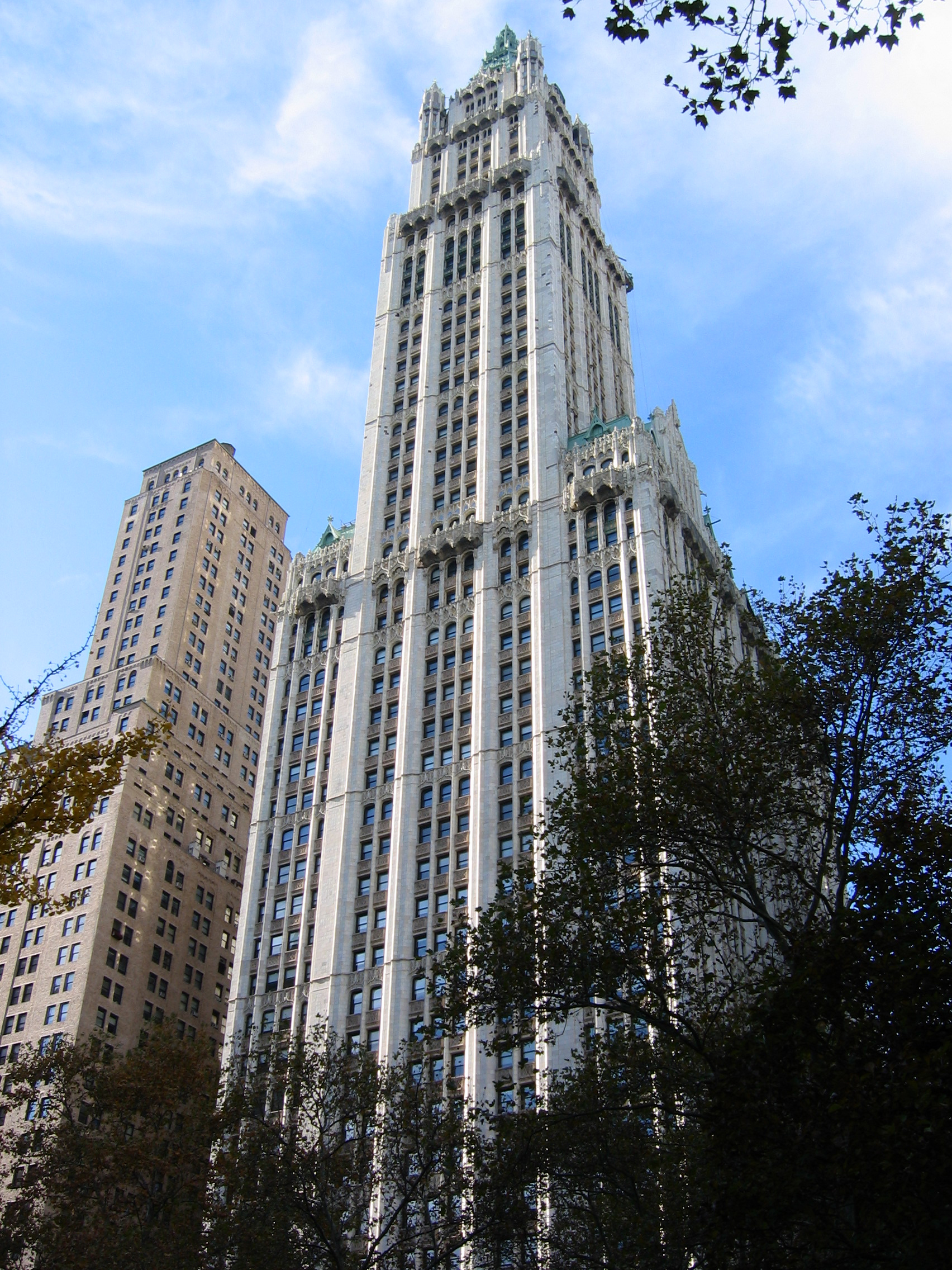
Woolworth Building este cea de-a cincisprezecea clădire din New York City.

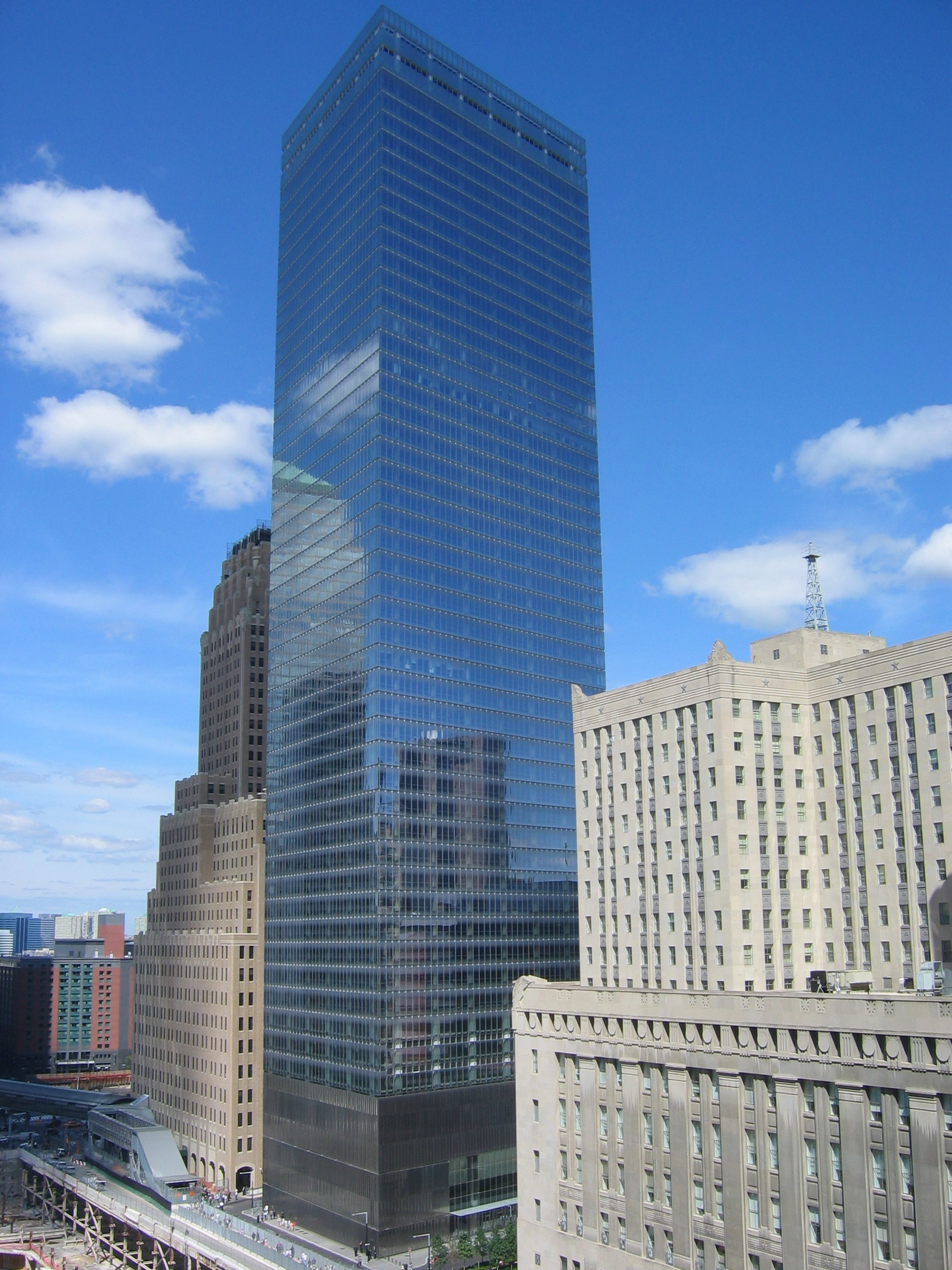
7 World Trade Center este cea de-a douăzeci și șaptea clădire ca înălțime din oraș. De asemenea este prima clădire reconstruită din complexul World Trade Center.

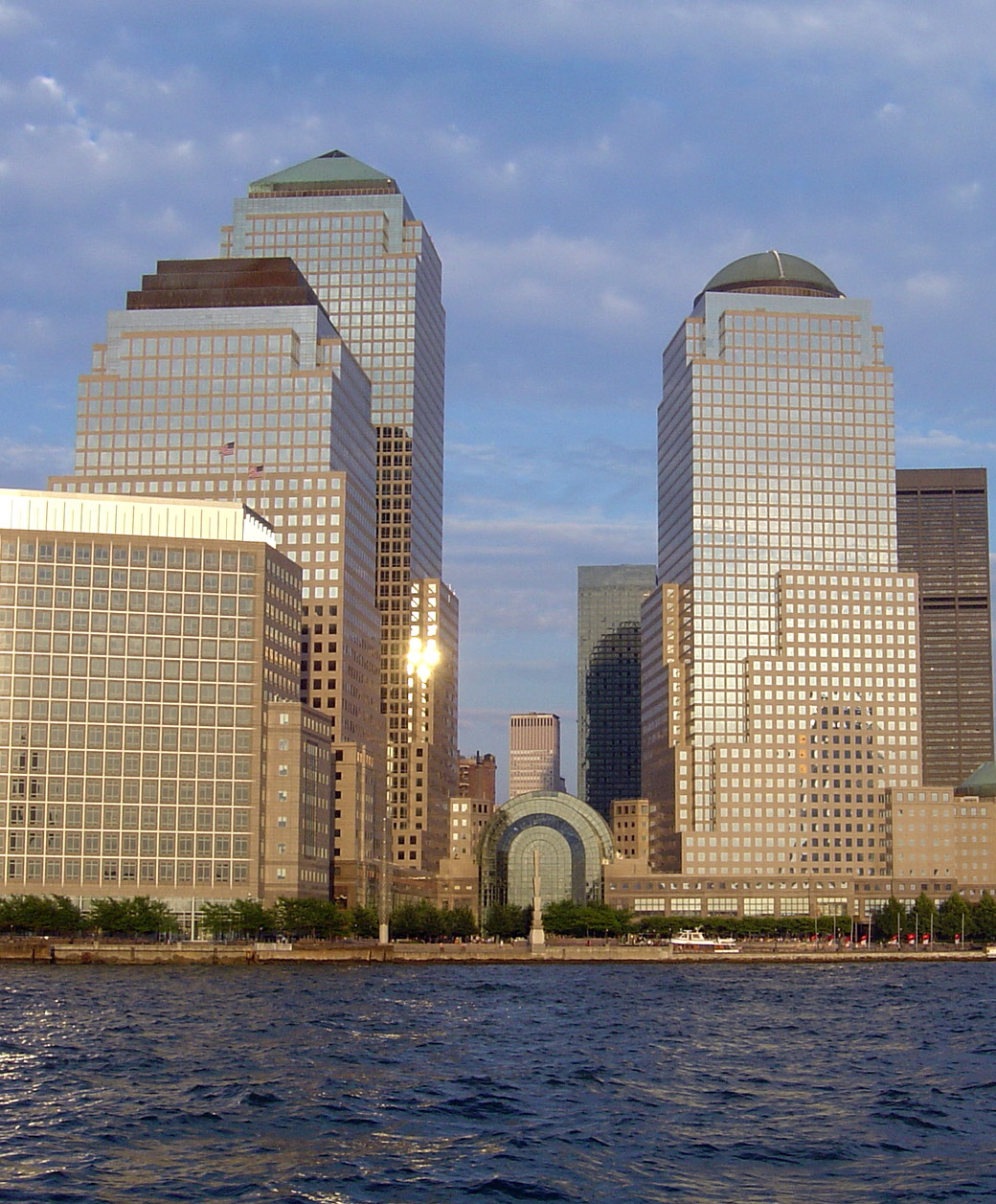
World Financial Center este a douăzeci și noua clădire din oraș și a cinzeci și șaptea în lume situată în periferia complexului Manhattan.

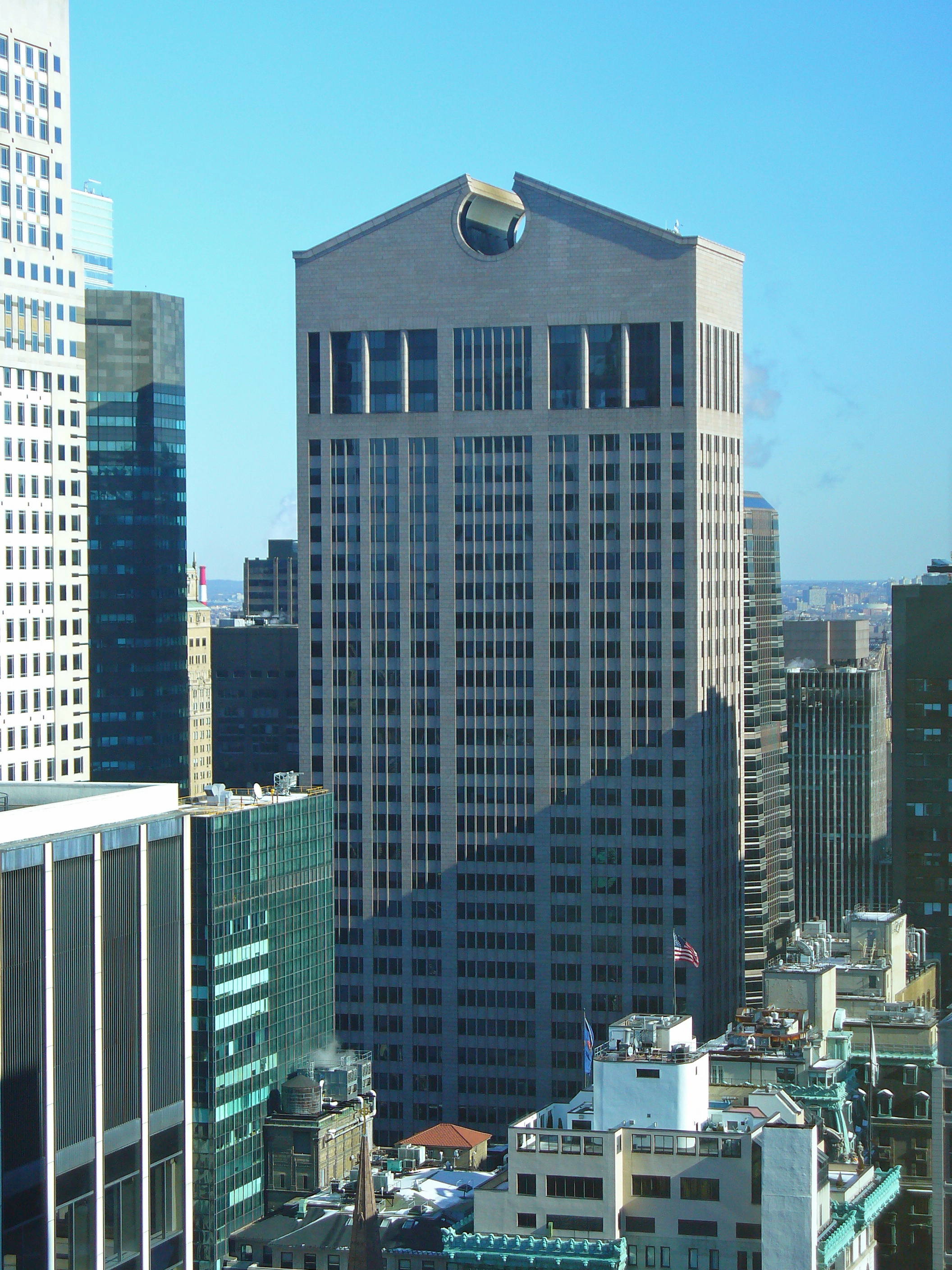
Sony Building este a cinzeci și șasea clădire din New York City

Această listă conține zgârie-nori care au cel puțin 183 metri în înălțime. Lista include de altfel în înălțimi turlele și alte elemente arhitecturale însă nu include și înălțimea antenelor de pe clădiri.
| Poziție | Nume                                      | Înălțime metri | Număr total de etaje în clădire | Anul înființării | Notă |
| ------- | ----------------------------------------- | -------------- | ------------------------------- | ---------------- | --- |
| BEST    | Freedom Tower                             | 541            | 108                             | 2011             | Clădire cunoscută și sub numele de 1 World Trade Center. |
| 1       | Empire State Building                     | 381            | 102                             | 1931             | Este a zecea mare clădire ca înălțime din lume, și a treia clădire ca înălțme din Statelor Unite. Empire State Building este prima clădire din oraș care a depășit 100 de etaje. |
| 2       | Bank of America Tower*                    | 366            | 54                              | 2008             | Clădire încă în construcție- Majoritatea lucrărilor la clădirea Bank of America Tower s-au finalizat în decembrie 2007. Bank of America Tower este a treisprezecea clădire din lume după înălțime și a patra clădire din Statele Unite ca înălțime.                                                                                              |
| 3       | Chrysler Building                         | 319            | 77                              | 1930             | Este a douăzeci și cincea construcție ca înălțime din lume, și a șasea clădire ca înălțime din Statele Unite. Chrysler Building este prima clădire construită de către om care a avut mai mult de 305 metri în înălțime. Clădirea a fost poziționată pe primul loc în lume din anul 1930 până în 1931 depășind astfel înălțimea Turnului Eiffel. |
| 3=      | New York Times Tower                      | 319            | 52                              | 2007             | Este a douăzeci și cincea clădire după înălțime din lume, și a șasea din Statele Unite. |
| 5       | American International Building           | 290            | 66                              | 1932             | Este a patruzeci și patra clădire din lume după înălțime, și a șaisprezecea clădire după înălțime din Statele Unite. Pe lângă acestea este cea mai înaltă clădire din partea inferioară a Manhattan-ului. |
| 6       | 40 Wall Street                            | 283            | 70                              | 1930             | Este a cincizeci și treia clădire după înălțime din lume, și a douăzecea clădire după înălțime din Statele Unite. Clădirea mai este cunoscută și sub numele de Trump Building. |
| 7       | Citigroup Center                          | 279            | 59                              | 1977             | Este a cinzeci și opta clădire din lume după înălțime și a douăzeci și doua clădire după înălțime din Statele Unite. |
| 8       | Trump World Tower                         | 262            | 72                              | 2001             | Este a șaptezeci și noua clădire din lume după înălțime, și a douăzeci și opta clădire după înălțime din Statele Unite. Trump World Tower este cea mai înalt bloc din New York City și Statele Unite. |
| 9       | GE Building                               | 259            | 69                              | 1933             | Este a nouăzeci și treia clădire din lume după înălțime, și a treizeci și doua clădire după înălțime din Statele Unite. |
| 10      | CitySpire Center                          | 248            | 75                              | 1987             | Este a o sută douăzeci și treia clădire din lume după înălțime, și a treizeci și noua clădire din Statele Unite. |
| 11      | One Chase Manhattan Plaza                 | 248            | 60                              | 1961             | Este a o sută douăzeci și cincia clădire din lume după înălțime, și a patruzecia clădire după înălțime din Statele Unite. |
| 12      | Condé Nast Building                       | 247            | 48                              | 1999             | Este a o sută treizecia clădire din lume dup înălțime și a patruzeci și una clădire după înălțime din Statele Unite. Clădirea este cunoscută și sub numele de Four Times Square. |
| 13      | MetLife Building                          | 246            | 59                              | 1963             | Este a o sută treizeci și una clădire din lume după înălțime și a patruzeci și doua clădire după înălțime din Statele Unite. |
| 14      | Bloomberg Tower                           | 246            | 54                              | 2005             | Este a o sută treizeci și doua clădire după înălțime din lume și a patruzeci și treia clădire după înălțime din Statele Unite. |
| 15      | Woolworth Building                        | 241            | 57                              | 1913             | Este a o sută patruzeci și opta clădire după înălțime din lume, și a patruzeci și patra clădire după înălțime din Statele Unite. |
| 16      | One Worldwide Plaza                       | 237            | 50                              | 1989             | Este a o sută șaptezeci și cincia clădire din lume și a cincizeci și treia clădire după înălțime din Statele Unite. |
| 17      | Carnegie Hall Tower                       | 231            | 60                              | 1991             | Este a o sută nouăzeci și noua clădire după înălțime din lume, și a șazeci și una clădire din Statele Unite. |
| 18      | 383 Madison Avenue                        | 230            | 47                              | 2001             | Este a șaizeci și patra clădire după înălțime din Statele Unite. Este fosta Bear Sterns World Headquarters. |
| 19      | AXA Center                                | 229            | 54                              | 1986             | Este a șaizeci și cincea clădire după înălțime din Statele Unite. |
| 20      | One Penn Plaza                            | 229            | 57                              | 1972             | Este a șaizeci și șasea clădire din Statele Unite după înălțime. |
| 21      | 1251 Avenue of the Americas               | 229            | 54                              | 1971             | Este a șaizeci și șasea clădire din Statele Unite după înălțime. |
| 22      | Time Warner Center South Tower            | 229            | 55                              | 2004             | Este a șaizeci și șasea clădire din Statele Unite după înălțime. |
| 23      | Time Warner Center North Tower            | 229            | 55                              | 2004             | Este a șaizeci și șasea clădire din Statele Unite după înălțime.. |
| 24      | 60 Wall Street                            | 227            | 55                              | 1989             | Este a șaptezeci și treia clădire din Statele Unite după înălțime. |
| 25      | One Astor Plaza                           | 227            | 54                              | 1972             | Este a șaptezeci și treia clădire din Statele Unite după înălțime. |
| 26      | One Liberty Plaza                         | 226            | 54                              | 1973             | Este a șaptezeci și șasea clădire din Statele Unite după înălțime. |
| 27=     | 20 Exchange Place                         | 226            | 57                              | 1931             | Este a șaptezeci și șaptea clădire după înălțime din Statele Unite. |
| 27=     | 7 World Trade Center                      | 226            | 49                              | 2006             | Este a șaptezeci și șaptea clădire după înălțime din Statele Unite. |
| 29      | Three World Financial Center              | 225            | 51                              | 1986             | Este a optzeci și una clădire după înălțime din Statele Unite. |
| 30      | Bertelsmann Building                      | 223            | 42                              | 1990             | Este a optzeci și cincia clădire din Statele Unite după înălțime. |
| 31      | Times Square Tower                        | 221            | 47                              | 2004             | Este a nouăzeci și doua clădire din Statele Unite după înălițime. |
| 32      | Metropolitan Tower                        | 218            | 68                              | 1987             | Este a nouăzeci și opta clădire din Statele Unite după înălțime. |
| 33      | 500 Fifth Avenue                          | 216            | 60                              | 1931             | Este a o sută una clădire din Statele Unite după înălțime. |
| 34      | JP Morgan Chase World Headquarters        | 215            | 52                              | 1960             | Este a o sută patra clădire după înălțime din Statele Unite . |
| 35      | General Motors Building                   | 215            | 50                              | 1968             | Este a o sută cincia clădire după înălțime din Statele Unite. |
| 36      | Metropolitan Life Insurance Company Tower | 213            | 50                              | 1909             | Este a o sută șasea clădire din Statele Unite după înălțime. |
| 37      | Americas Tower                            | 211            | 50                              | 1992             | [ 85 ] [ 86 ] |
| 38      | Solow Building                            | 210            | 50                              | 1974             | [ 87 ] [ 88 ] |
| 39      | HSBC Bank Building                        | 210            | 52                              | 1967             | Clădire cunoscută și sub numele de Marine Midland Building. |
| 40      | 55 Water Street                           | 209            | 53                              | 1972             | [ 91 ] [ 92 ] |
| 40      | 277 Park Avenue                           | 209            | 50                              | 1962             | [ 93 ] [ 94 ] |
| 42      | 1585 Broadway                             | 209            | 42                              | 1989             | Clădire cunoscută și sub numele de Morgan Stanley World Headquarters. |
| 43      | Random House Tower                        | 208            | 52                              | 2003             | [ 97 ] [ 98 ] |
| 44      | Four Seasons Hotel New York               | 208            | 52                              | 1993             | Cel mai înalt hotel din oraș. |
| 45      | McGraw-Hill Building                      | 205            | 51                              | 1969             | Clădire cunoscută și sub numele de 1221 Avenue of the Americas. |
| 46=     | Lincoln Building                          | 205            | 55                              | 1930             | [ 103 ] [ 104 ] |
| 46=     | Barclay Tower                             | 205            | 56                              | 2007             | [ 105 ] [ 106 ] |
| 48      | Paramount Plaza                           | 204            | 48                              | 1971             | [ 107 ] [ 108 ] |
| 49      | Trump Tower                               | 202            | 58                              | 1983             | [ 109 ] [ 110 ] |
| 50      | One Court Square                          | 201            | 50                              | 1990             | Este cea mai înaltă clădire din afara Manhattan-ului. Pe lângă aceasta este și cea mai înaltă clădire de pe Long Island și vecinătatea cartierului Queens. Este fosta Citicorp Building. |
| 51      | Bank of New York Building                 | 199            | 50                              | 1931             | [ 113 ] [ 114 ] |
| 52      | 599 Lexington Avenue                      | 199            | 50                              | 1986             | [ 115 ] [ 116 ] |
| 53      | 712 5th Avenue                            | 198            | 52                              | 1990             | [ 117 ] [ 118 ] |
| 54      | Chanin Building                           | 198            | 56                              | 1930             | [ 119 ] [ 120 ] |
| 55      | 245 Park Avenue                           | 198            | 44                              | 1966             | [ 121 ] [ 122 ] |
| 56      | Sony Building                             | 197            | 37                              | 1984             | Clădire cunoscută și sub numele de AT&T Building. |
| 57      | Two World Financial Center                | 197            | 44                              | 1987             | [ 125 ] [ 126 ] |
| 58=     | One New York Plaza                        | 195            | 50                              | 1969             | [ 127 ] [ 128 ] |
| 58=     | 570 Lexington Avenue                      | 195            | 50                              | 1931             | Clădire cunoscută și sub numele de General Electric Building. |
| 60      | 345 Park Avenue                           | 193            | 44                              | 1969             | [ 131 ] [ 132 ] |
| 61=     | W. R. Grace Building                      | 192            | 50                              | 1971             | [ 133 ] [ 134 ] |
| 61=     | Home Insurance Plaza                      | 192            | 45                              | 1966             | [ 135 ] [ 136 ] |
| 61=     | 1095 Avenue Of The Americas               | 192            | 40                              | 1974             | Clădire cunoscută și sub numele de Verizon World Headquarters. Clădirea este încă în construcție. |
| 64      | 101 Park Avenue                           | 192            | 49                              | 1982             | [ 139 ] [ 140 ] |
| 65=     | One Dag Hammarskjold Plaza                | 191            | 49                              | 1972             | [ 141 ] [ 142 ] |
| 65=     | Central Park Place                        | 191            | 56                              | 1988             | [ 143 ] [ 144 ] |
| 65=     | 888 7th Avenue                            | 191            | 46                              | 1971             | [ 145 ] [ 146 ] |
| 68=     | Waldorf-Astoria Hotel                     | 191            | 47                              | 1931             | [ 147 ] [ 148 ] |
| 68=     | Burlington House                          | 191            | 50                              | 1969             | [ 149 ] [ 150 ] |
| 70      | Trump Palace Condominiums                 | 190            | 54                              | 1991             | [ 151 ] [ 152 ] |
| 71=     | Olympic Tower                             | 189            | 51                              | 1976             | [ 153 ] [ 154 ] |
| 71=     | Mercantile Building                       | 189            | 48                              | 1929             | Clădire cunoscută și sub numele de 10 East 40th Street. |
| 73      | 425 5th Avenue                            | 188            | 55                              | 2003             | [ 157 ] [ 158 ] |
| 74=     | The Epic                                  | 187            | 58                              | 2007             | [ 159 ] [ 160 ] |
| 74=     | 919 Third Avenue                          | 187            | 47                              | 1971             | [ 161 ] [ 162 ] |
| 74=     | New York Life Building                    | 187            | 40                              | 1928             | [ 163 ] [ 164 ] |
| 74=     | 750 7th Avenue                            | 187            | 40                              | 1989             | [ 165 ] [ 166 ] |
| 78      | Tower 49                                  | 187            | 45                              | 1985             | [ 167 ] [ 168 ] |
| 79      | Credit Lyonnais Building                  | 186            | 45                              | 1964             | [ 169 ] [ 170 ] |
| 80      | The Orion                                 | 184            | 58                              | 2006             | [ 171 ] [ 172 ] |
| 81      | 590 Madison Avenue                        | 184            | 41                              | 1983             | Clădire cunoscută și sub numele de IBM Building. |
| 82      | Marsh & McLennan Headquarters             | 183            | 44                              | 1974             | [ 175 ] |

* indică faptul că, clădirea este parțial sau aproape finalizată.

## Cele mai înalte clădiri din New York City după înălțimea vârfului acestora

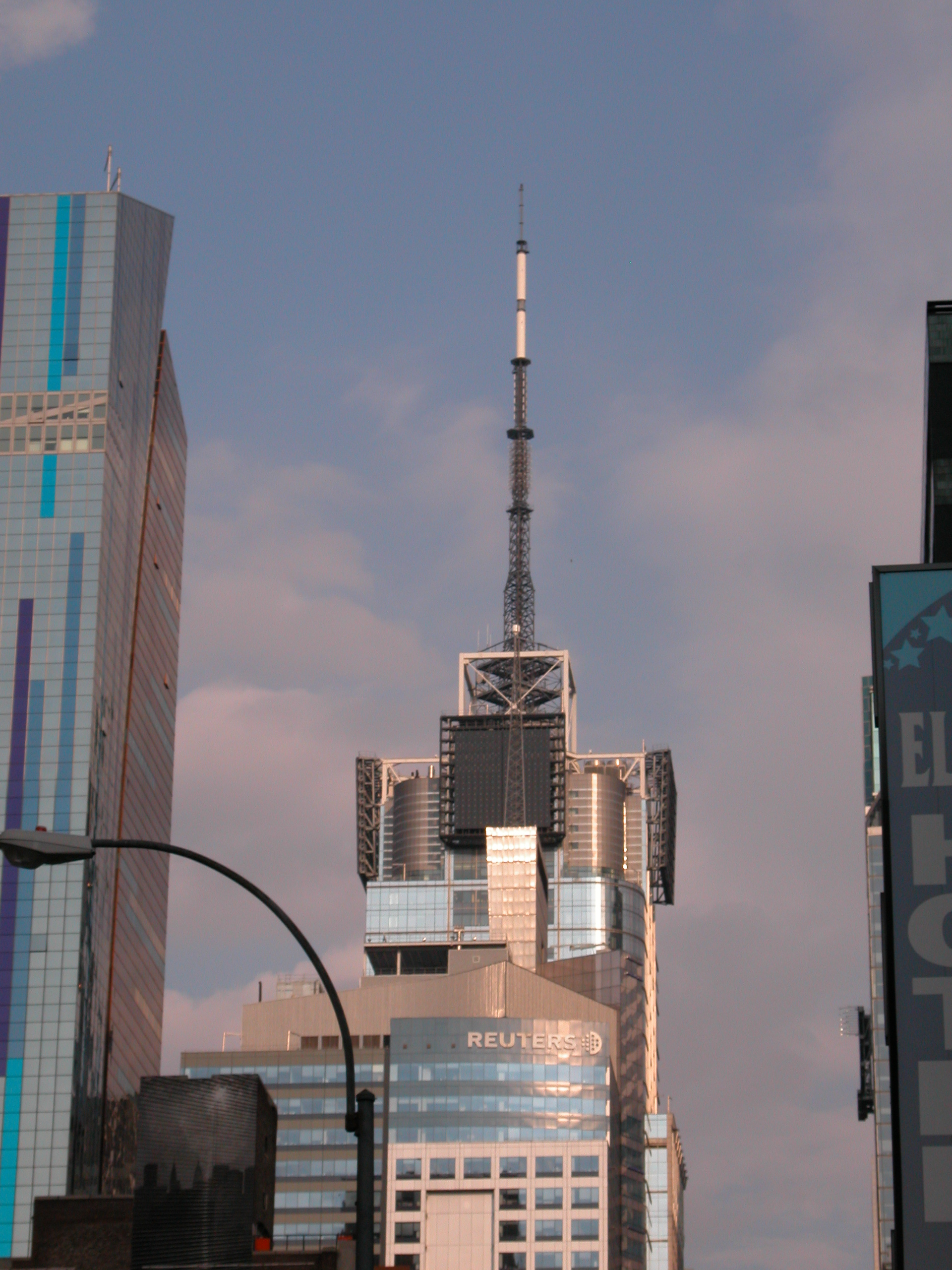
Condé Nast Building este a treia clădire după înălțimea vârfului din New York.

Această listă cuprinde poziția zgârie-norilor după vârf. În această listă prin vârf se înțelege antene de radio etc. Elemente specifice arhitecturii și turnurile pot fi luate în considerare deoarece anumite persoane preferă acest procedeu de măsurare. Înălțimea inițială a clădirilor fără elemente de extensie precum antenele radio apare în această listă cu scopul de a comparație. 
| Poziție | Nume                            | Înălțimea vârfului ft / m | Înălțimea inițială a clădirii ft / m | Reference |
| ------- | ------------------------------- | ------------------------- | ------------------------------------ | --------- |
| BEST    | Freedom Tower                   | 541                       | 541                                  |           |
| 1       | Empire State Building           | 449                       | 381                                  | [ 18 ]    |
| 2       | Bank of America Tower           | 366                       | 366                                  | [ 19 ]    |
| 3       | Condé Nast Building             | 341                       | 247                                  | [ 38 ]    |
| 4=      | Chrysler Building               | 319                       | 319                                  | [ 20 ]    |
| 5=      | New York Times Building         | 319                       | 319                                  | [ 22 ]    |
| 6       | American International Building | 290                       | 290                                  | [ 24 ]    |
| 7       | Bloomberg Tower                 | 287                       | 246                                  | [ 42 ]    |
| 8       | 40 Wall Street                  | 283                       | 283                                  | [ 26 ]    |
| 9       | Citigroup Center                | 279                       | 279                                  | [ 28 ]    |
| 10      | Trump World Tower               | 262                       | 262                                  | [ 30 ]    |

## Cele mai înalte clădiri după cartierul din oraș

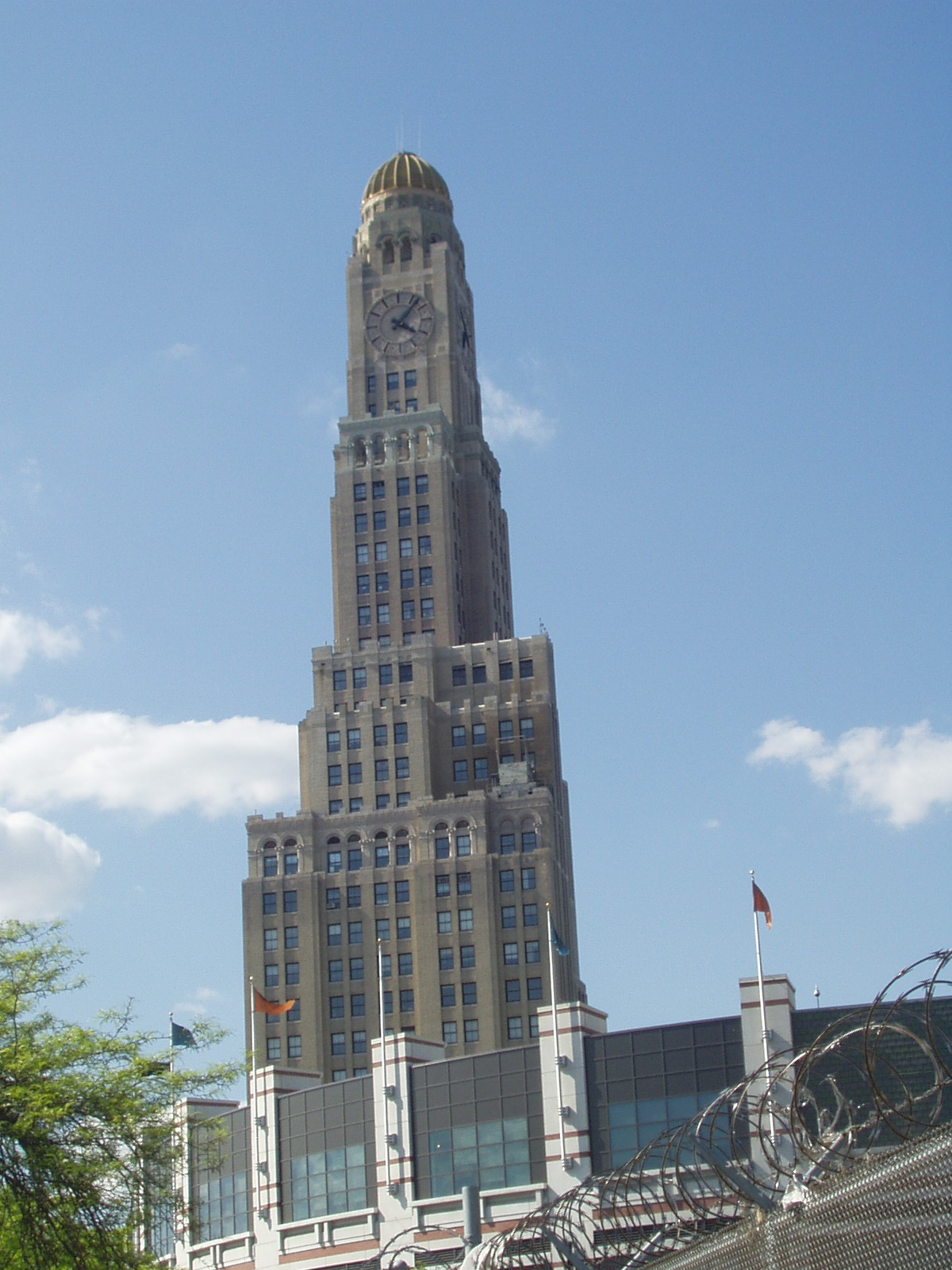
One Hanson Place este cea mai înaltă cladire din cartierul Brooklyn.

Această listă conține clădirea cea mai înaltă din fiecare cartier din New York City
| Zonă          | Nume                       | Înălțimea clădirii metri | Etaje maxime | Anul exploatării | Referințe |
| ------------- | -------------------------- | ------------------------ | ------------ | ---------------- | --------- |
| The Bronx     | Tracey Towers Apartments I | 122                      | 41           | 1972             | [ 176 ]   |
| Brooklyn      | One Hanson Place           | 156                      | 42           | 1929             | [ 177 ]   |
| Manhattan     | Freedom Tower              | 541                      | 104          | 2014             | [ 17 ]    |
| Queens        | One Court Square           | 201                      | 50           | 1990             | [ 111 ]   |
| Staten Island | Church at Mount Loretto    | 69                       | N/A          | 1894             | [ 178 ]   |

## Cele mai înalte clădiri în construcție, aprobate sau propuse

### Clădiri în construcție
Această listă conține informații despre clădiri din New York City ce au în jur de 183 de metri înălțime. Clădirile din această listă sunt în mare construite însă pentru a afla o înălțime probabilă a acestora s-a folosit un calcul al etajelor, acestea fiind de aproximativ 50 etaje deoarece o înălțime precizată oficial nu există încă.
| Nume                                      | Înălțime metri | Număr etaje maxime | Anul exploatării* | Note                                                               |
| ----------------------------------------- | -------------- | ------------------ | ----------------- | ------------------------------------------------------------------ |
| Freedom Tower                             | 541            | 108                | 2011              | Clădire cunoscută și sub numele de 1 World Trade Center.           |
| 200 Greenwich Street                      | 408            | 80                 | 2020              | Clădire cunoscută și sub numele de Two World Trade Center.         |
| 175 Greenwich Street                      | 383            | 71                 | 2011              | Clădire cunoscută și sub numele de World Trade Center Tower Three. |
| Bank of America Tower                     | 366            | 54                 | 2008              | [ 180 ] [ 181 ]                                                    |
| 150 Greenwich Street                      | 297            | 64                 | 2012              | Clădire cunoscută și sub numele de World Trade Center Tower Four.  |
| Beekman Place Tower                       | 267            | 76                 | 2009              | [ 183 ] [ 184 ]                                                    |
| 56 Leonard Street                         | 243            | 58                 |                   | [ 185 ]                                                            |
| Goldman Sachs New World Headquarters      | 228            | 44                 | 2009              | [ 186 ] [ 187 ]                                                    |
| 50 West Street                            | 221            | 63                 | 2011              | [ 188 ]                                                            |
| 610 Lexington Avenue                      | 209            | 61                 | 2010              | [ 189 ] [ 190 ]                                                    |
| Silver Towers 1                           | 199            | 58                 | 2009              | [ 191 ]                                                            |
| Silver Towers 2                           | 199            | 58                 | 2009              | [ 192 ]                                                            |
| 400 5th Avenue                            | 193            | 58                 | 2009              | [ 193 ]                                                            |
| W New York Downtown, Hotel and Residences | 192            | 57                 | 2009              | [ 194 ]                                                            |
| 123 Washington Street                     | 192            | 53                 | 2008              | [ 195 ]                                                            |
| 1095 Avenue Of The Americas               | 192            | 40                 |                   | [ 137 ] [ 138 ]                                                    |
| 605 West 42nd Street                      | 188            | 57                 | 2010              | [ 196 ]                                                            |
| One Madison Park                          | 188            | 51                 | 2008              | [ 197 ] [ 198 ]                                                    |
| 440 West 42nd Street                      | 188            | 55                 | 2009              | [ 199 ]                                                            |
| Fitzpatrick Hotel/JD Carlisle Development | 187            | 53                 | 2009              | [ 200 ]                                                            |
| Times Square Plaza                        | 183            | 40                 | 2009              | [ 201 ]                                                            |

* Conține informații despre date ce nu au fost precizate oficial

### Clădiri aprobate
Această listă conține informații despre clădiri ce au primit autorizație de construcție și au cel puțn 183 metri în înălțime.
| Nume                                | Înălțime metri | Număr de etaje maxime | Anul exploatării | Note                                                             |
| ----------------------------------- | -------------- | --------------------- | ---------------- | ---------------------------------------------------------------- |
| 200 Greenwich Street                | 408            | 76                    | 2012             | Clădire cunoscută și sub numele de World Trade Center Tower Two. |
| Four Seasons Hotel and Condominiums | 278            | 68                    | 2011             | [ 203 ]                                                          |
| 360 Tenth Avenue                    | 236            | 61                    |                  | [ 204 ]                                                          |

* Conține informații despre date ce nu au fost precizate oficial

### Clădiri propuse

Artist's rendition of the proposed Hudson Place Towers

Această listă conține clădiri din New York City care să aibă cel puțin 183 metri în înălțime. Aflarea mărimii acestor clădiri s-a făcut prin calcularea a câți metri ar putea avea un anumit etaj (aproximativ fiind 50 de etaje în majoritatea clădirilor) ieșind astfel înălțimea de 183 metri. Acest calcul s-a făcut deoarece nu a fost dată o înălțime clară de către inițiatorii proiectului arhitectural.
| Nume                           | Înălțimea* ft / m | Număr etaje maxime* | Anul exploatării* | Note                                                                    |
| ------------------------------ | ----------------- | ------------------- | ----------------- | ----------------------------------------------------------------------- |
| Madison Square Garden Tower I  | 427               | 112                 |                   | [ 205 ]                                                                 |
| Madison Square Garden Tower II | 427               | 112                 |                   | [ 205 ]                                                                 |
| Hudson Place Tower I           | 396               | 110                 | 2015              | [ 206 ]                                                                 |
| Manhattan West Tower I         | 371               | 66                  | 2013              | [ 207 ]                                                                 |
| Tower Verre                    | 351               | 75                  |                   | Cunoscută și sub numele de MoMA Expansion Tower și 53 West 53rd Street. |
| Hudson Place Tower II          | 329               |                     | 2015              | [ 206 ]                                                                 |
| Manhattan West Tower II        | 285               | 60                  | 2013              | [ 210 ]                                                                 |
| 708 First Avenue Tower I       | 263               | 57                  | 2008              | [ 211 ]                                                                 |
| 685 First Avenue               | 255[A]            | 67                  | 2008              | [ 212 ] [ 213 ]                                                         |
| 130 Liberty Street             | 226               | 42                  | 2013              | Cunoscut și sub numele de World Trade Center Tower Five.                |
| 700 1st Avenue Tower III       | 210               | 66                  |                   | [ 215 ]                                                                 |
| 708 1st Avenue                 | 203               | 45                  |                   | [ 216 ]                                                                 |
| Nobu Hotel and Residences      | 198               | 62                  |                   | [ 217 ]                                                                 |
| 20 East 53rd Street            | 198               | 50                  | 2009              | [ 218 ]                                                                 |
| 400 5th Avenue                 | 193               | 57                  | 2007              | [ 219 ]                                                                 |
| 700 1st Avenue Tower 2         | 192               | 60                  |                   | [ 220 ]                                                                 |
| 160 West 62nd Street           | 189               | 57                  | 2010              | [ 221 ]                                                                 |
| Atlantic Yards Building 1      | 189               |                     |                   | [ 222 ]                                                                 |
| 700 First Avenue Tower 1       | 183               | 57                  |                   | [ 223 ]                                                                 |
| Silvercup Studios West Tower 1 | 183               | 57                  | 2009              | [ 224 ] [ 225 ]                                                         |
| Queens Street Apartments       | 183               |                     |                   | [ 226 ]                                                                 |
| GiraSole                       | 23.0              | 60                  | 2011              | [ 227 ]                                                                 |
| Vornado Tower                  | 24.0              | 60                  | 2009              | [ 228 ]                                                                 |

* Informațiile ce conțin acest simbol lîngă acestea în tabel indică faptul că nu există încă informații oficiale despre înălțimea inițială, numărul inițial de etaje maxime, sau date despre finalizarea acestora.

## Cele mai înalte clădiri din New York City distruse

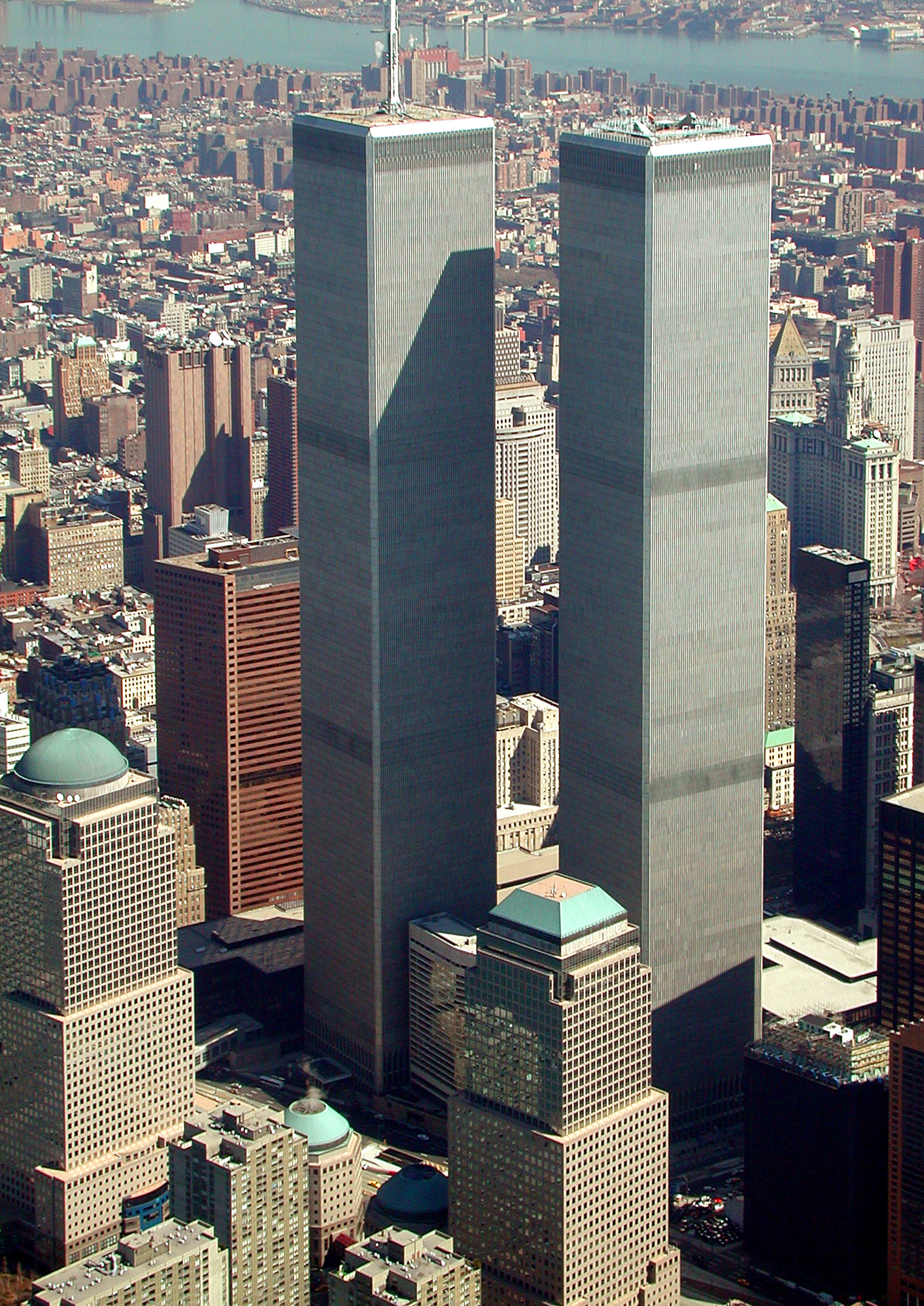
Turnurile Gemene din World Trade Center au fost cele mai înalte clădiri din oraș, însă au fost distruse în urma atacurilor din 11 septembrie.

Această listă conține informații despre clădiri din New York City care au fost fie distruse sau demolate și au avut cel puțin 152 metri în înălțime.
| Nume                   | Înălțime metri | Număr etaje maxime | Anul completării | Anul distrugerii/demolării | Note |
| ---------------------- | -------------- | ------------------ | ---------------- | -------------------------- | --- |
| One World Trade Center | 417            | 110                | 1972             | 2001                       | Clădire distrusă în urma atacurilor din 11 septembrie 2001. A fost cea mai mare clădire din 1972 până în 1974.               |
| Two World Trade Center | 415            | 110                | 1973             | 2001                       | Clădire distrusă în urma atacurilor din 11 septembrie 2001.                                                                  |
| Singer Building        | 187            | 47                 | 1908             | 1968                       | Clădire demolată pentru a face loc clădirii One Liberty Plaza. A fost cea mai înaltă clădire din lume din 1908 până în 1909. |
| 7 World Trade Center   | 174            | 47                 | 1987             | 2001                       | Clădire distrusă în urma atacurilor din 11 septembrie 2001.                                                                  |
| Deutsche Bank Building | 172            | 40                 | 1974             | 2008                       | Clădire în procesul de demolare deoarece a fost distrusă de atacurile din 11 septembrie 2001.                                |

## Cele mai înalte clădiri din oraș în ordine cronologică

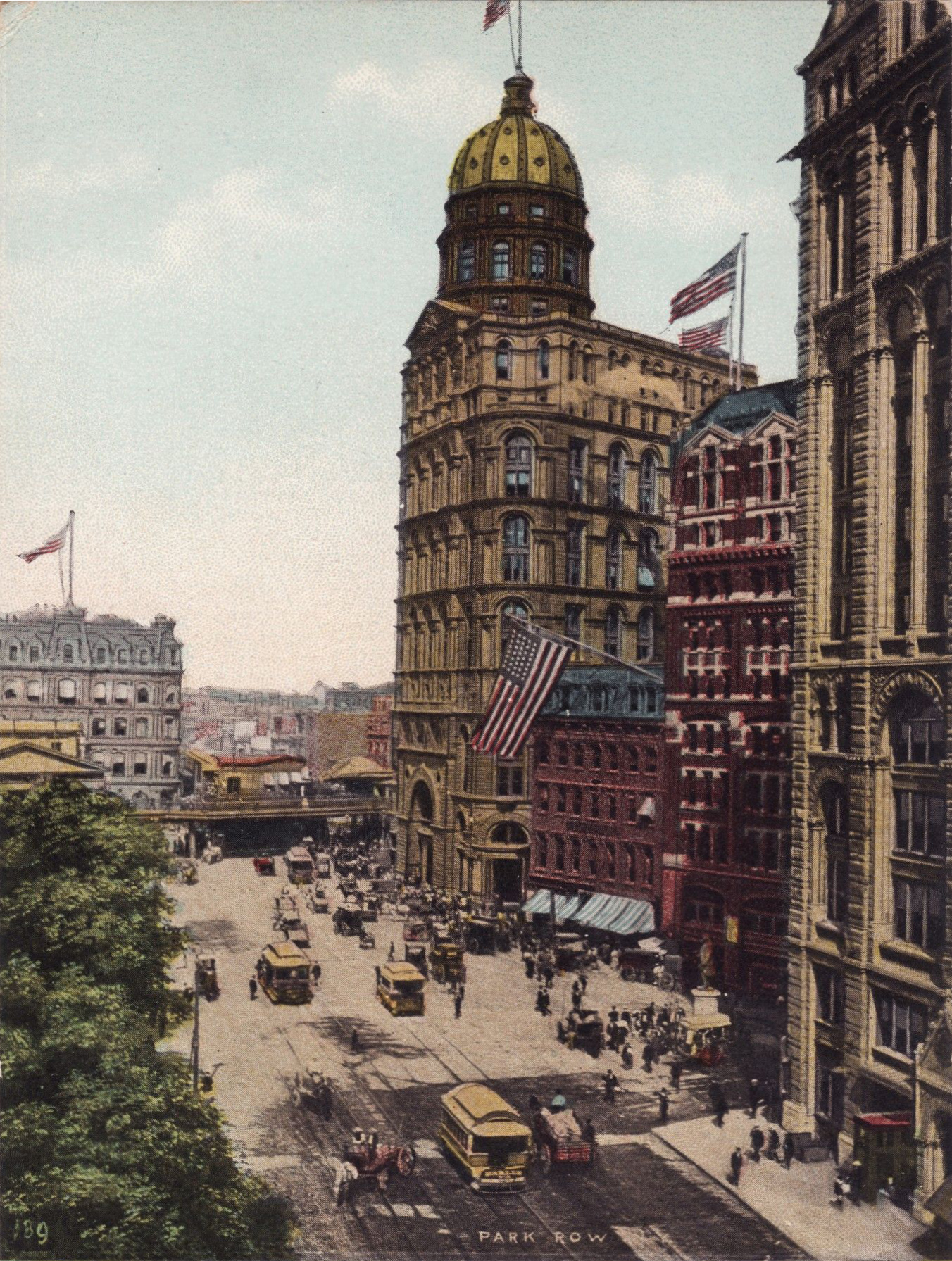
World Building a fost cea mai înaltă clădire din New York City între anii 1890-1899 și prima clădire gigantică după construirea bisericii Trinity Church în înălțime.

Această listă conține informații despre cele mai înalte clădiri din New York City. Fiecare clădire din oraș este afișată cu excepția bisericii Trinity Church. Clădirile din listă au înălțimi din ce în ce mai mari, și sunt precizate în ordine cronologică, de la prima clădire înaltă până la cea mai recentă.
| Nume                                      | Strada                 | Perioada în care clădiea a fost cea mai înaltă | Înălțime metri | Număr etaje maxime | Referințe |
| ----------------------------------------- | ---------------------- | ---------------------------------------------- | -------------- | ------------------ | --------- |
| Trinity Church                            | 79 Broadway            | 1846–1890                                      | 85             | 1                  | [ 237 ]   |
| World Building[B]                         | Frankfort Street       | 1890–1899                                      | 106            | 20[C]              | [ 4 ]     |
| Manhattan Life Insurance Building[B]      | 64–70 Broadway         | 1894–1899                                      | 106            | 18                 | [ 238 ]   |
| Park Row Building                         | 13–21 Park Row         | 1899–1908                                      | 119            | 30                 | [ 239 ]   |
| Singer Building                           | 149 Broadway           | 1908–1909                                      | 187            | 47                 | [ 232 ]   |
| Metropolitan Life Insurance Company Tower | 1 Madison Avenue       | 1909–1913                                      | 213            | 50                 | [ 84 ]    |
| Woolworth Building                        | 233 Broadway           | 1913–1930                                      | 241            | 57                 | [ 44 ]    |
| Bank of Manhattan Trust Building[D]       | 40 Wall Street         | 1930                                           | 283            | 70                 | [ 26 ]    |
| Chrysler Building                         | 405 Lexington Avenue   | 1930–1931                                      | 319            | 77                 | [ 20 ]    |
| Empire State Building                     | 350 Fifth Avenue       | 1931–1972                                      | 381            | 102                | [ 18 ]    |
| Twin Towers                               | World Trade Center     | 1972–2001                                      | 417            | 110                | [ 1 ]     |
| Empire State Building                     | 350 Fifth Avenue       | 2001–2014                                      | 381            | 102                | [ 18 ]    |
| Freedom Tower                             | One World Trade Center | 2014-present                                   | 541            | 104                |           |